# Lou Jacobi
Lou Jacobi (nascut Louis Harold Jacobovitch; Toronto, 28 de desembre de 1913 – Nova York, 23 d'octubre de 2009) va ser un actor de caràcter canadenc. Jacobi va arribar a ser destacat pel seu paper de Sr. Van Daan a la producció de Broadway de 1955 El diari d'Anna Frank que va repetir a la versió cinematogràfica de 1959. També va actuar a les pel·lícules Irma la Douce (1963), Little Murders (1971), Tot el que ha volgut saber sempre sobre el sexe, però mai ha gosat preguntar) (1972), Next Stop, Greenwich Village (1976), The Lucky Star (1980), Arthur, el solter d'or (1981), El meu any vavorit (1982) i Avalon (1990).

## Primers anys
Jacobi va néixer Louis Harold Jacobovitch a Toronto, Canadà, fill de Joseph i Fay Jacobovitch.
Jacobi va començar a actuar de nen, va debutar a l'escenari el 1924 en un teatre de Toronto, interpretant un prodigi del violí a The Rabbi and the Priest. Després de treballar com a director de drama del Toronto YMHA, el director social d'un complex d'estiu, un còmic stand-up a l'equivalent al Canadà del Borscht Belt i l'entreteniment en diversos casaments i comiats de solter, Jacobi es va traslladar a Londres per treballar en el l'escenari, apareixent a Guys and Dolls i Pal Joey.

## Carrera
El debut cinematogràfic de Jacobi va ser a la comèdia britànica de 1953, Is Your Honeymoon Really Necessary? amb la sex símbol rossa del país del dia, Diana Dors. Jacobi va fer el seu debut a Broadway el 1955 a El diari d'Anna Frank interpretant a Hans van Daan, l'ocupant menys que noble de l'àtic d'Amsterdam on s'amagaven els francs, i va repetir el paper a la versió cinematogràfica de 1959. Altres actuacions a Broadway van incloure The Tenth Man (1959) de Paddy Chayefsky, Don't Drink the Water (1966) de Woody Allen i l'obra de debut de Neil Simon Come Blow Your Horn (1961), en què va interpretar el pare decebut del playboy protagonista. La seva lectura de la línia de la pel·lícula "Aha!" es va quedar tan viu amb el columnista del Times William Safire que el va citar quan va escriure sobre el significat de la paraula 40 anys després.
Altres pel·lícules destacades en les quals va aparèixer inclouen Irma la douce (1963), Penelope (1966), Tot el que ha volgut saber sempre sobre sexe, però mai ha gosat a preguntar (1972) com Sam Musgrave, un home casat de mitjana edat experimentant amb roba de dona, Arthur, el solter d'or (1981) com a florista afortunat, El meu any preferit (1982) com el poc sofisticat oncle Morty de Benjy, i a Amazon Women on the Moon (1987), com un home anomenat Murray que es va posar a la televisió i està deambulant entre esquetxs buscant la seva dona. A Avalon (1990) de Barry Levinson, en un paper semidramàtic, com un dels quatre germans russos (grans) que intentaven construir un futur a Baltimore a principis del segle xx, amb la memorable frase còmica: "You cut the turkey!?" (Tu talles el gall dindi!?) després que arribés notòriament tard al sopar familiar d'Acció de Gràcies, cada any. El seu darrer paper al cinema va ser IQ (1994), interpretant al filòsof i matemàtic Kurt Gödel.
Va protagonitzar programes de televisió com Playhouse 90, Too Close for Comfort, Tales from the Darkside, Love, American Style, That Girl, Sanford and Son, Barney Miller i The Man from U.N.C.L.E., i va ser habitual a The Dean Martin Show. L'estiu de 1976, Jacobi va ser l'estrella d'una sèrie de comèdia de la CBS Ivan the Terrible, en què interpretava a un cap de cambrers rus que vivia amb nou persones més en un petit apartament de Moscou. La sèrie només va durar 5 episodis.

## Reconeixement
El 1999, Jacobi, que en aquell moment tenia 85 anys, va ser inclòs al Passeig de la Fama del Canadà. Amb motiu de la dedicatòria, el crític de cinema Roger Ebert va entrevistar a Jacobi, que després va escriure: "Miro a Lou, i no tinc por de tenir 85 anys, si hi puc arribar a l'estil de Lou".

## Vida personal
Jacobi va estar casat amb Ruth Ludwin des de 1957 fins a la seva mort el 2004. Jacobi va morir el 23 d'octubre de 2009, per causes naturals, a la seva casa de Manhattan. Tenia 95 anys. Li van sobreviure el seu germà, Avrom Jacobovitch, i la seva germana, Rae Jacobovitch, tots dos de Toronto.
Jacobi va ser una de les inspiracions de veu del personatge del Dr. Zoidberg deFuturama.

## Filmografia

### Cinema
| Any  | Títol                                                                          | Paper                              | Notes                           |
| ---- | ------------------------------------------------------------------------------ | ---------------------------------- | ------------------------------- |
| 1953 | Is Your Honeymoon Really Necessary?                                            | Captain Noakes                     |                                 |
| 1953 | The Good Beginning                                                             | Bookmaker                          | Sense acreditar                 |
| 1955 | A Kid for Two Farthings                                                        | Blackie Isaacs                     |                                 |
| 1956 | Charley Moon                                                                   | Theatre Manager                    |                                 |
| 1959 | The Diary of Anne Frank                                                        | Mr. Hans Van Daan                  |                                 |
| 1960 | Cançó immortal                                                                 | Potin                              |                                 |
| 1963 | Irma la Douce                                                                  | Moustache                          |                                 |
| 1966 | The Last of the Secret Agents?                                                 | Papa Leo                           |                                 |
| 1966 | Penelope                                                                       | Ducky                              |                                 |
| 1970 | Cotton Comes to Harlem                                                         | Goodman                            |                                 |
| 1971 | Little Murders                                                                 | Judge Stern                        |                                 |
| 1971 | The Battle of Love's Return                                                    | Talking Head                       | Uncredited                      |
| 1972 | Tot el que ha volgut sempre saber sobre el sexe, però mai ha gosat a preguntar | Sam                                |                                 |
| 1976 | Next Stop, Greenwich Village                                                   | Herb                               |                                 |
| 1976 | Everybody Rides the Carousel                                                   | Stage 1                            | Veu                             |
| 1977 | Roseland                                                                       | Stan                               | (The Waltz)                     |
| 1979 | The Magician of Lublin                                                         | Wolsky                             |                                 |
| 1980 | The Lucky Star                                                                 | Elia Goldberg                      |                                 |
| 1981 | Arthur, el solter d'or                                                         | Propietari de la botiga de plantes |                                 |
| 1981 | Chu Chu and the Philly Flash                                                   | Terratinent                        |                                 |
| 1982 | El meu any preferit                                                            | Oncle Morty                        |                                 |
| 1984 | Isaac Littlefeathers                                                           | Abe                                |                                 |
| 1986 | The Boss' Wife                                                                 | Harry Taphorn                      |                                 |
| 1987 | Amazon Women on the Moon                                                       | Murray                             | (segment "Murray in Videoland") |
| 1990 | Avalon                                                                         | Gabriel Krichinsky                 |                                 |
| 1992 | I Don't Buy Kisses Anymore                                                     | Irving Fein                        |                                 |
| 1994 | I.Q.                                                                           | Kurt Gödel                         | (paper final en cinema)         |

### Televisió
| Any       | Títol                           | Paper                | Notes                                          |
| --------- | ------------------------------- | -------------------- | ---------------------------------------------- |
| 1953-1954 | Rheingold Theatre               | Milton Cassal / Ben  | 2 episodis                                     |
| 1959      | The Texan                       | Joseph Varga         | Episodi: The Peddler                           |
| 1959      | Playhouse 90                    | Puigdellevol         | Episodi: Child of Our Time                     |
| 1960      | The Play of the Week            | Corvino              | Episodi: Volpone                               |
| 1962      | The Defenders                   | Mr. Schwartz         | Episodi: Grandma TNT                           |
| 1963      | Sam Benedict                    | August Brauer        | Episodi: Season for Vengeance                  |
| 1963      | The Alfred Hitchcock Hour       | Lieutenant Wolfson   | Temporada 1 episodi 30: "Dear Uncle George"    |
| 1964      | The Alfred Hitchcock Hour       | Dr. Glover           | Temporada 2 episodi 26: "Ten Minutes from Now" |
| 1965      | The Dick Van Dyke Show          | Lou Sorrell          | Episodi: Young Man with a Shoehorn             |
| 1965      | The Trials of O'Brien           | Archie               | Episodi: The Trouble with Archie               |
| 1966      | The Man from U.N.C.L.E.         | Arum Tertunian       | Episodi: The Nowhere Affair                    |
| 1969      | That Girl                       | Leo Schneider        | 2 episodis                                     |
| 1969-1973 | Love, American Style            | Performer            | 5 episodis                                     |
| 1971      | Make Room for Granddaddy        | Mephisto             | Episodi: Of Mice and Mini                      |
| 1971      | The Courtship of Eddie's Father | Frank                | Episodi: Tell It Like I'm Telling You          |
| 1971-1973 | The Dean Martin Show            | Interpret d'esquetxs | 52 episodis                                    |
| 1975      | Barney Miller                   | Harry Tannenbaum     | Episodi: Stakeout                              |
| 1975      | Sanford and Son                 | Max / Bert           | Episodi: Steinberg and Son                     |
| 1976      | Ivan the Terrible               | Ivan Petrovsky       | 5 episodis                                     |
| 1977      | Captain Kangaroo                | Dandy                | Episodi: Dandy                                 |
| 1979      | King of Kensington              | Spivakofski          | Episodi: Pawn to King Four                     |
| 1982      | Tales of the Unexpected         | Waiter               | Episodi: In the Bag                            |
| 1983-1985 | Too Close for Comfort           | Paul                 | 3 episodis                                     |
| 1984      | Tales from the Darkside         | Harvey Turman        | Episodi: Pain Killer                           |
| 1985      | Cagney i Lacey                  | Aaron Seymour        | Episodi: American Dream                        |
| 1985      | A cor obert                     | Rabbi Singer         | Episodi: Cheers                                |
| 1986      | Melba                           | Jack                 | 6 episodis                                     |
| 1988      | L.A. Law                        | Sam Harber           | Episodi: Leave it to Geezer                    |
| 1988      | Great Performances              | Jacob Glutz          | Episodi: The Old Reliable                      |

### Teatre
| Any  | Títol                   | Paper                | Autor                       | Lloc                             |
| ---- | ----------------------- | -------------------- | --------------------------- | -------------------------------- |
| 1955 | The Diary of Anne Frank | Senyor Van Daan      | Albert Hackett              | Debut a Broadway                 |
| 1959 | The Tenth Man           | Schlissel            | Paddy Chayefsky             | Teatre Booth, Broadway           |
| 1961 | Come Blow Your Horn     | Senyor Baker         | Neil Simon                  | Teatre Brooks Atkinson, Broadway |
| 1964 | Fade Out - Fade In      | Lionel Z. Governador | Betty Comden / Adolph Green | Teatre Mark Hellinger, Broadway  |
| 1966 | Don't Drink the Water   | Walter Hollander     | Woody Allen                 | Teatre Morosco, Broadway         |
| 1970 | Norman, Is That You?    | Ben Chambers         | Ron Clark                   | Teatre Lyceum, Broadway          |
| 1971 | Eli, The Fanatic        | Tzuref               | Felip Roth                  | Teatre Plymouth, Broadway        |
| 1971 | Epstein                 | Epstein              | Felip Roth                  | Teatre Plymouth, Broadway        |
| 1972 | The Sunshine Boys       | Al Lewis             | Neil Simon                  | Teatre Broadhurst, Broadway      |
| 1978 | Cheaters                | Howard               | Michael Jacobs              | Teatre Biltmore, Broadway        |